# Plaza Baja de la Despedía
Plaza situada en la localidad malagueña de Álora.

## Denominación
Su nombre viene dado por estar situada en la zona más baja de la localidad. Desde 1994 pasó a llamarse Plaza Baja de la Despedía, porque es en dicho enclave donde se celebra cada Viernes Santo de la Semana Santa perota el encuentro entre las imágenes de Jesús Nazareno de las Torres y la Virgen de los Dolores.

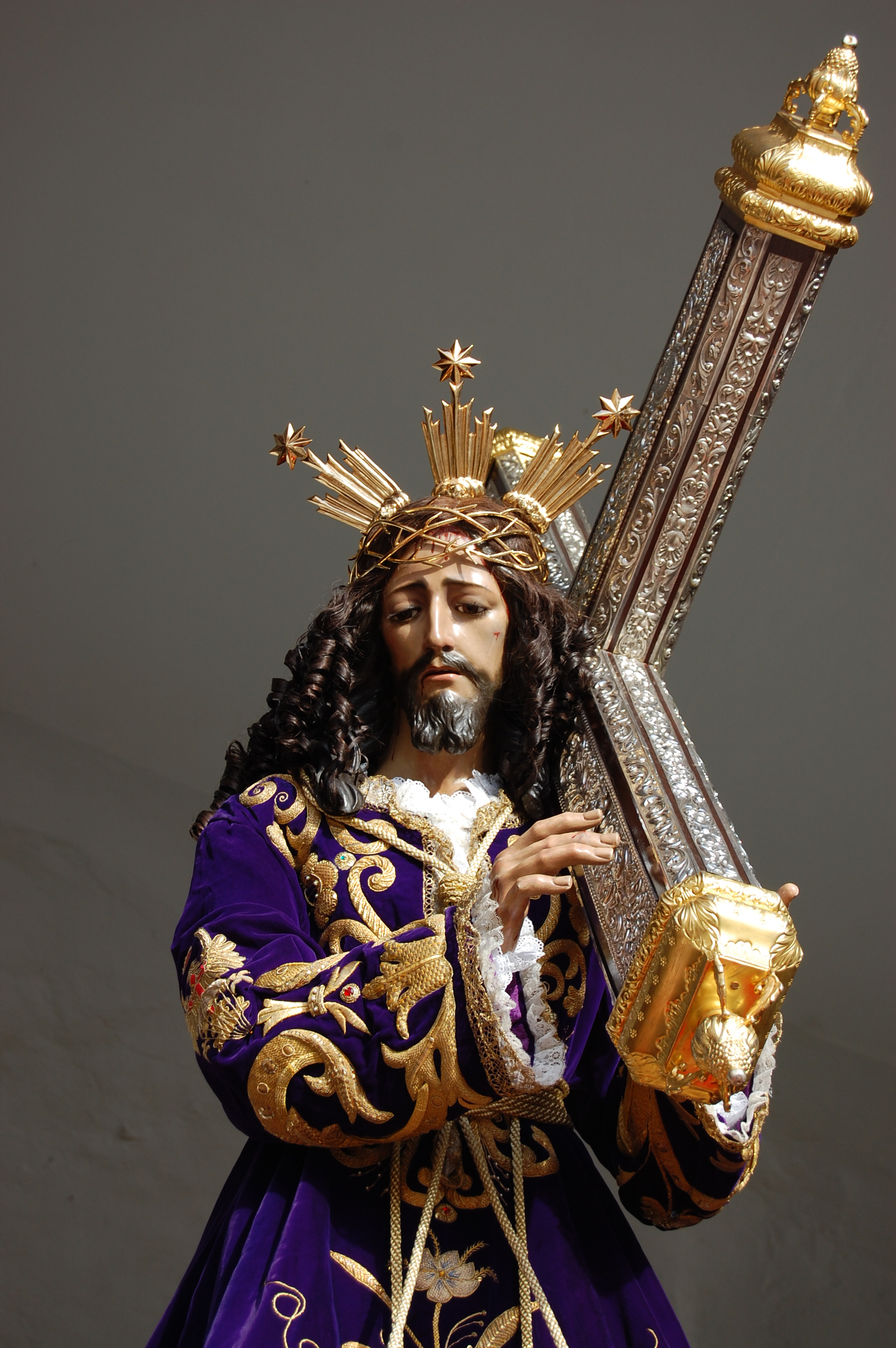
Nazareno de las Torres

## Edificios
En los alrededores de la Plaza se encuentra la Iglesia Parroquial de Nuestra Señora de la Encarnación, el Museo Municipal Rafael Lería y un precioso mirador sobre el Arroyo Hondo. Antiguamente, también estaba aquí el Hospital de San Sebastián, que fue destruido a causa de la Desamortización de Mendizabal.
- Datos: Q5808423